# Région économique de Lankaran-Astara
La région économique de Lankaran-Astara (en azéri : Lənkəran-Astara iqtisadi rayonu) est l'une des quatorze régions économiques de l'Azerbaïdjan. Elle comprend les raïons d'Astara, Jalilabad, Lankaran, Lerik, Masally, Yardimli et la ville de Lankaran.

## Histoire
La région économique a été créée par le décret du président de l'Azerbaïdjan du 7 juillet 2021 « sur la nouvelle division des régions économiques de la république d'Azerbaïdjan ».

## Géographie
Région la plus méridionale du pays, elle s'étend sur 6 140 km2. Elle est bordée par la mer Caspienne à l'est et frontalière de l'Iran au sud et à l'ouest.

## Démographie
La population s'élève à 855 700 habitants.